# Adri van Tiggelen
Adrianus A. "Adri" van Tiggelen (* 16. červen 1957, Oud-Beijerland) je bývalý nizozemský fotbalista. Nastupoval povětšinou na postu levého obránce.
S nizozemskou reprezentací vyhrál Mistrovství Evropy 1988, nastoupil na šampionátu ke všem pěti utkáním. Získal též bronz na mistrovství Evropy 1992. Hrál i na světovém šampionátu v Itálii roku 1990.
V národním týmu odehrál celkem 56 utkání.
S PSV Eindhoven se stal mistrem Nizozemska (1991/92), s Anderlechtem Brusel dvakrát mistrem Belgie (1986/87, 1990/91). Získal též dvakrát belgický pohár (1987/88, 1988/89). Krom uvedených klubů působil v nizozemské nejvyšší soutěži také v dresu Sparty Rotterdam, FC Groningen a Dordrecht'90.